# Marcus Lollius
Marcus Lollius († 2 n. Chr.) war ein römischer Politiker zur Zeit des Augustus.
Der junge Lollius wurde – wenn er mit dem in einer Episode bei Appian erwähnten „Markus“ zu identifizieren ist – im Jahr 43 v. Chr. von den Triumvirn proskribiert und kämpfte in der Schlacht bei Philippi auf Seiten der Caesarmörder. Gemäß Appian ist er danach zeitweilig in Sklaverei geraten und schloss sich nach seiner Begnadigung Octavian (dem späteren Augustus) an.
25 v. Chr. übernahm Lollius als Statthalter (legatus Augusti pro praetore) die verantwortungsvolle Aufgabe, das bisher selbstständige Galatien als römische Provinz einzurichten. 21 v. Chr. wurde er als erster seiner Familie (homo novus) Konsul, zuerst ohne Kollegen, weil Augustus das ihm zugedachte Amt nicht übernahm. In seinem Amtsjahr restaurierte Lollius zusammen mit dem schließlich ebenfalls zum Konsul gewählten Quintus Aemilius Lepidus die Tiberbrücke Pons Fabricius. In den folgenden Jahren kämpfte er auf dem Balkan gegen die thrakischen Besser, vielleicht als Statthalter von Makedonien. Wohl 17 v. Chr. übernahm Lollius das Amt des Statthalters der Gallia comata (des von Caesar eroberten Teils Galliens). Als drei germanische Stämme über den Rhein stießen, rückte Lollius gegen sie aus, erlitt aber eine Niederlage, die fortan mit seinem Namen verbunden blieb (clades Lolliana).
In den folgenden Jahren scheint Lollius sich aus dem öffentlichen Leben zurückgezogen zu haben, ging jedoch 1 v. Chr. als Begleiter des Gaius Caesar, eines Adoptivsohns des Augustus, in den Osten des Reiches. Dort kam es zum Konflikt zwischen den beiden, angeblich aufgrund habgierigen Verhaltens des Lollius, der kurz darauf starb, vermutlich durch Suizid.
Lollius war ein typischer Vertreter der unter Augustus neu aufgestiegenen Führungsschicht, die in den von Ronald Syme als Roman revolution bezeichneten Umwälzungen zu politischem Einfluss und persönlichem Reichtum gelangte. Er war Mitglied der Priesterschaft der Quindecimviri und nahm in dieser Funktion an den Säkularfeiern 17 v. Chr. teil. Horaz widmete ihm die Ode 4, 9. Velleius Paterculus, der wie Lollius an der Orientreise des Gaius Caesar teilnahm, zeichnete dagegen ein sehr negatives Bild von ihm.
Sein gleichnamiger Sohn war Vater der Lollia Paulina, die zeitweilig mit dem Kaiser Caligula verheiratet war.